# 尼拉德
尼拉德，是匈牙利维斯普雷姆州所辖的一个村，总面积61.36平方公里，总人口1942，人口密度31.6人/平方公里（2010年1月1日）。